# Custom Robo V2
Custom Robo V2 foi um jogo de ação pra Nintendo 64 produzido em 2000 pela Noise e lançado somente no Japão. Ele foi o segundo jogo da série Custom Robo que assim como o primeiro também é um jogo que mistura lutas com rpg. Ele lembra bastante a jogos como Digimon e Beyblade.

## Enredo
O jogo se passa num mundo futurístico onde crianças constantemente entram em batalhas com suas miniaturas de robôs. A história gira em torno de Shujinko, um jovem garoto que vive numa pequena cidade tecnológica e logo no começo da aventura recebe seu primeiro robô de presente de sua mãe que ele batiza de Ray MkII. Nisso ele junto de seus amigos partem numa jornada para conquistar todos os jogos e equipamentos de batalha além de todos os torneios.

## Jogabilidade
O jogo tem uma característica totalmente única por conseguir misturar miniaturas em RPG com cenários de luta em 3D. Na parte da luta o jogador sempre batalha contra um oponente numa arena virtual ativada através de mesas especiais onde os robôs duelam entre si. Cada arena é diferente uma da outra a cada fase embora a vezes que a mesma arena seja usada em luta. As batalhas se baseiam em tiros com armas variadas que são equipadas ao jogador. A cada vitória o jogador recebe uma nova arma para equipar seu robô, e por vezes chega a receber o robô do rival pra coleção.